# Citybanan Stockholm
De Citybanan is een spoortunnel onder de stadskern van Stockholm, met als doel de ’pendeltåg’ (pendeltrein die de voorsteden van Stockholm bedient) te scheiden van het overige treinverkeer dat door het centrum van Stockholm rijdt. De werkzaamheden zijn op 24 januari 2009 begonnen en op 10 juli 2017 is de tunnel in gebruik genomen.

## Geschiedenis Sammanbindningsbanan
Sammanbindningsbanan is een Zweedse spoorlijn in de stad Stockholm die tussen het station Stockholms Södra in het stadsdeel Södermalm en het station Stockholm C in het stadsdeel Norrmalm loopt.
De Sammanbindningsbanan zijn officieel sinds 1912 een integraal onderdeel van Västra stambanan, een term die uitsluitend van historische betekenis is.

## Situatie voor de bouw van de tunnel
Op heden kan Stockholm vanuit het zuiden maar via twee sporen bereikt worden. Deze sporen worden zowel gebruikt door de lokale treinen (Pendeltåg), regionale treinen, goederentreinen als lange-afstandstreinen. Dit is nog steeds hetzelfde aantal sporen als in 1871 toen de bestaande sporen werden gebundeld in twee lijnen. Deze twee spoorlijnen worden 24 uur per dag gebruikt, in de spitsuren tot één trein elke twee minuten in elke richting. Dit is de maximale capaciteit die deze lijnen aankunnen. Het gevolg is dan ook dat als een trein zijn geplande doortocht mist, dit meteen gevolgen heeft voor al de andere treinen die later moeten passeren. Ook is er een gebrek aan perrons. Er zijn slechts 6 perrons aanwezig voor lange-afstandsverkeer en 5 voor de lokale treinen.

## Citybanan
Met de Citybanan hebben de lokale treinen (Pendeltåg) een eigen route via een zes kilometer lange dubbelsporige spoorwegtunnel tussen Tomteboda en het Stockholms södra (zuidstation). In de tunnel zijn twee stations gebouwd, Stockholm City en Odenplan. Het station Karlberg aan de bovengrondse lijn is bij de opening van de tunnel gesloten. De spoorlijn is gebouwd onder de huidige metrolijnen. Voor het station Stockholm City houdt dit in dat het onder de blauwe lijn door moet, de diepst gelegen metrolijn. Het voordeel is dat er sneller overgestapt kan worden tussen de Pendeltåg en de metro, in het bijzonder dan de blauwe lijn.
Gegeven de diepte van de tunnels (40-45 meter onder de grond) zijn er steile hellingen om naar de oppervlakte te geraken, tot 3% hellingsgraad. Enkel treinen, zoals de huidige types die gebruikt worden voor de pendeltåg, kunnen tegen de steile helling oprijden. Omdat het station Stockholm City op het diepste punt ligt, is remmen en optrekken namelijk extra lastig. Het argument om dit toch te doen is echter dat op die manier de overstaptijd met de metro en het Centraal Station zoals gezegd enorm zal verkort worden.
De tunnel sluit bij het Södra Station (zuidstation) op de bestaande infrastructuur van de Sammanbindningsbanan en gebruikt daar het noordelijke perron. Vanaf Södra is het traject tot Flemingsberg, waar de directe Grödingebanan zich afsplitst, viersporig. De noordelijke sporen worden gebruikt door de Pendeltåg en zijn gescheiden van de lange afstandsporen en hebben eigen ongelijkvloerse aansluitingen met de andere spoorlijnen en stelplaatsen. Met de indienststelling van de tunnel zijn de lokale treinen volledig onafhankelijk van het ander spoorverkeer.
Door de komst van de tunnel kan het overige treinverkeer naar de omliggende provincies verhoogd worden om het lokaal verkeer naar en van de voorsteden uit te bouwen. Volgens berekeningen zullen dankzij Citybanan 48 treinen per uur per richting kunnen rijden door Stockholm, wat dubbel zoveel is als voor de komst van de tunnel.
De kostprijs is berekend op 16 miljard Zweedse kroon (1,7 miljard euro), wat neerkomt op 2,5 miljard kronen per kilometer. Dit is beduidend meer dan recente spoorwegtunnels in Zweden. De reden is voor deze hogere prijs is echter dat men ten alle prijs lekkages in de tunnel wil vermijden, wat bovenliggende gebouwen kan schaden. Verder nemen de stations ook een grote hap uit het budget. Het pleegt echter een duurzame investering te worden waarvoor veel passagiers verwacht worden.

## Onderhandelingen
In mei 2006 bereikten de stad Stockholm, het provinciebestuur en Banverket (de spoorwegbeheerder) een overeenkomst over de financiering van het project. De bouw is gestart in 2008 en de tunnel zou moeten opgeleverd worden tussen 2013 en 2016. In de periode 2005-2006 zijn reeds voorbereidende werken uitgevoerd in het Centraal Station van Stockholm, teneinde plaats te maken voor werktunnels. Toen de nieuwe coalitie onder leiding van Fredrik Reinfeldt aan de macht kwam in de herfst van 2006, kwam het bericht dat men het bestaande contract wilde verbreken om in de plaats een financiering mogelijk te maken van de sluiting van een verkeersring rond Stockholm. Na een nieuwe beoordeling gaf de regering echter het groen licht om met de start van de werken te beginnen.
Op woensdag 24 september 2008 werd het bouw contract ondertekend. De voorbereidende werkzaamheden begonnen onmiddellijk en de bouwwerkzaamheden in het begin van 2009. Op 10 juli 2017 werd de tunnel geopend voor het treinverkeer.

## Foto's

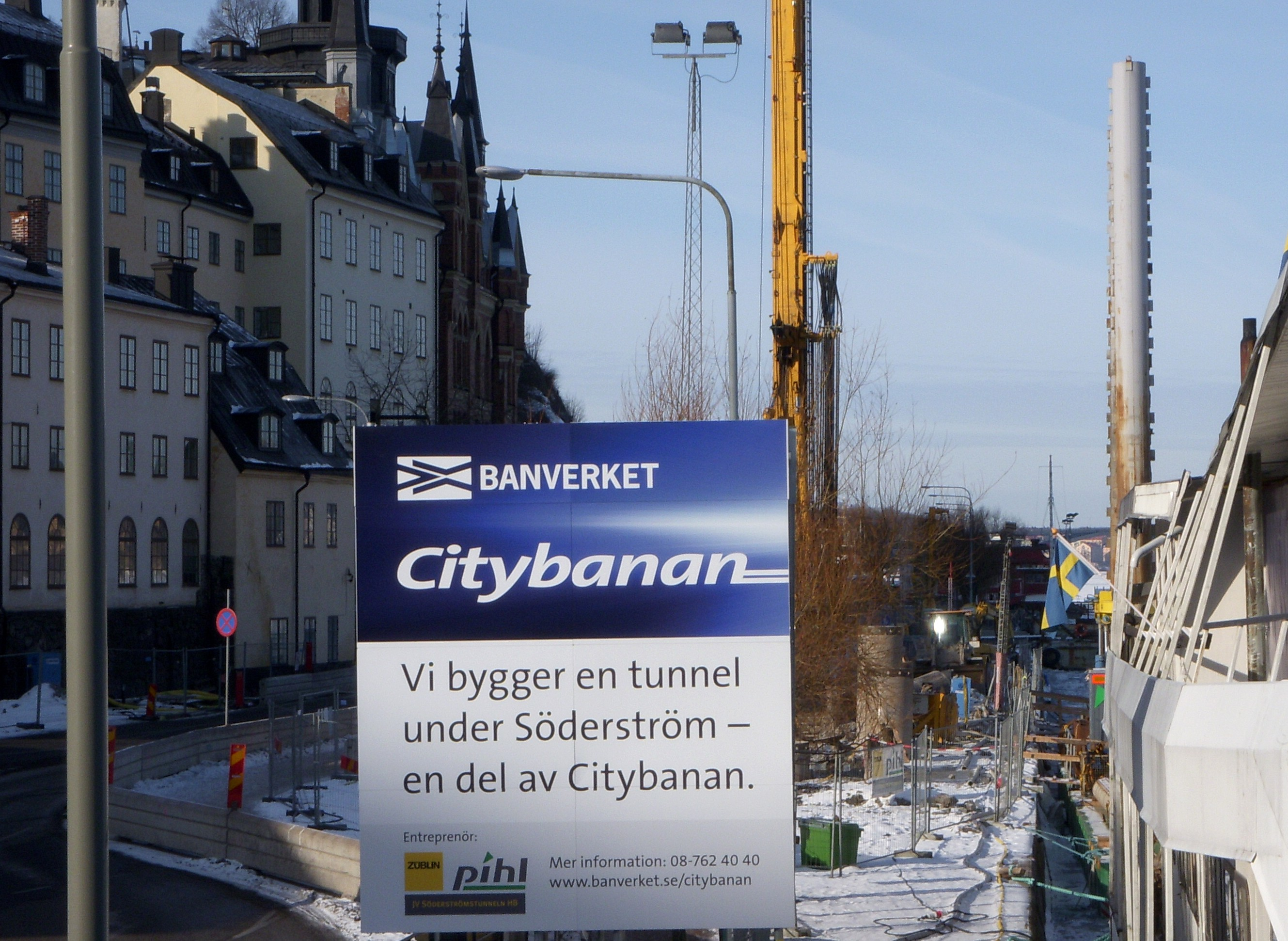
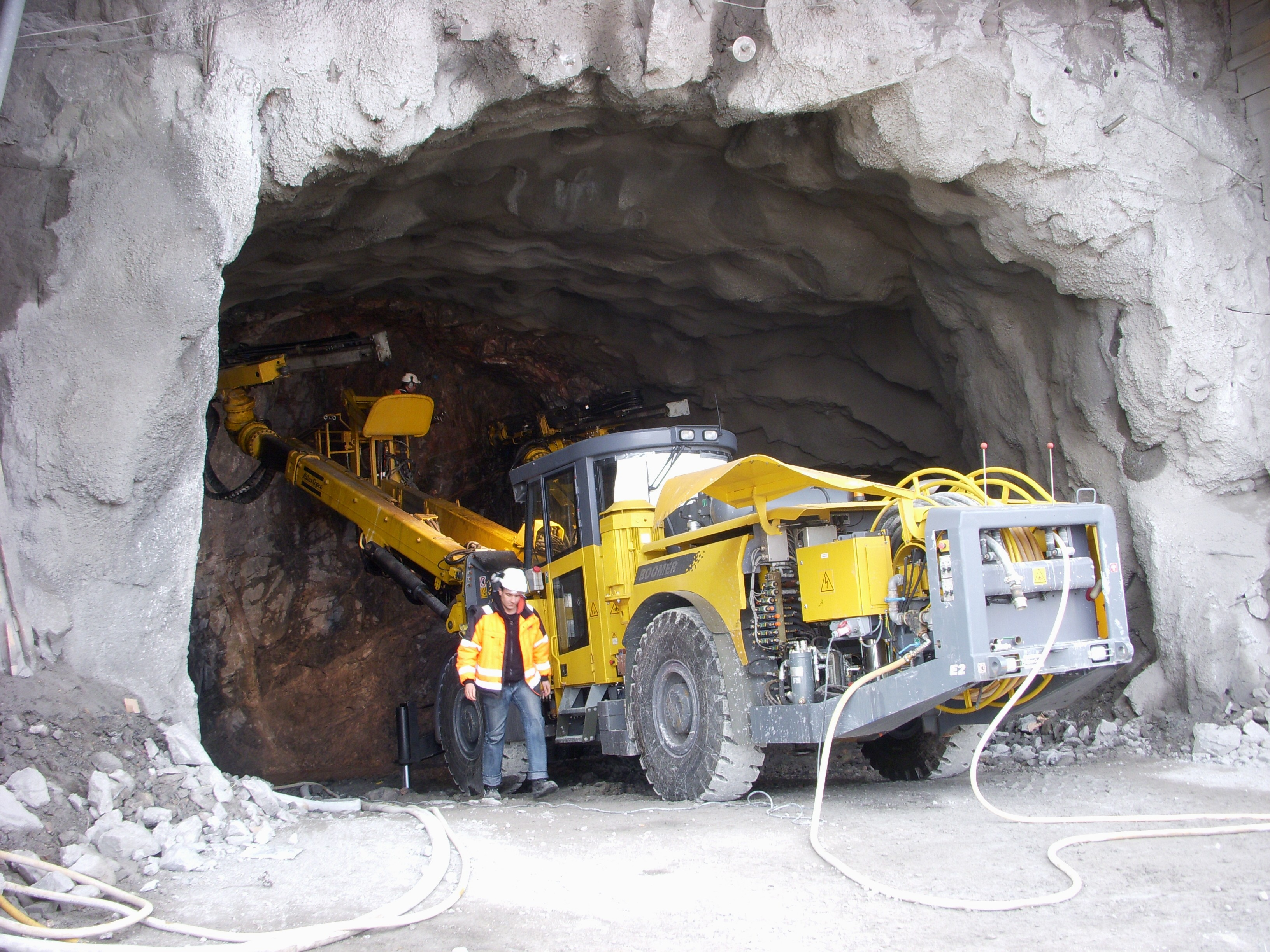
Werk met een shovel voor de tunnel bij Södermälarstrand, 21 maart 2009
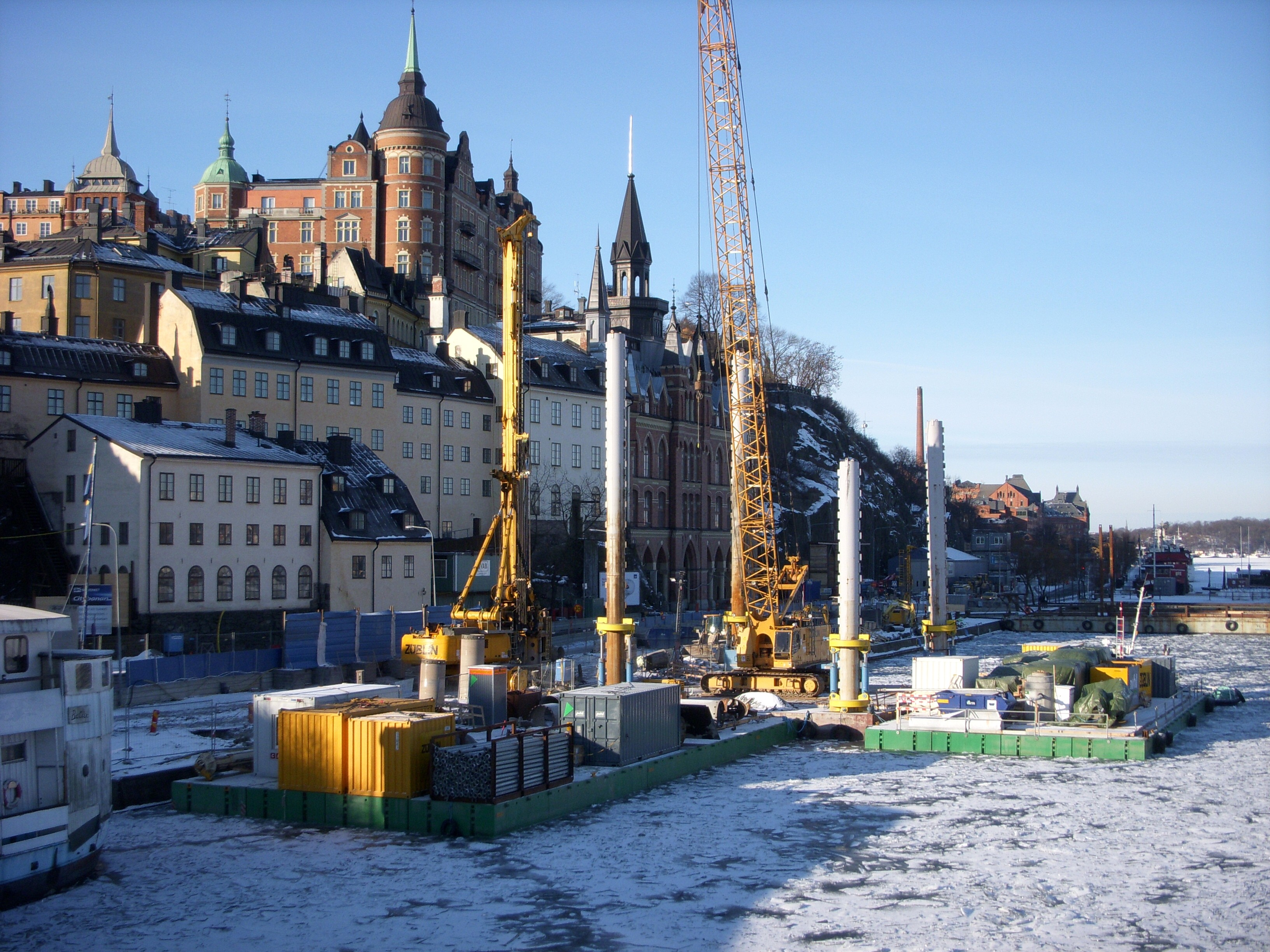
Werkt aan Söderström tunnel bij Södermalm
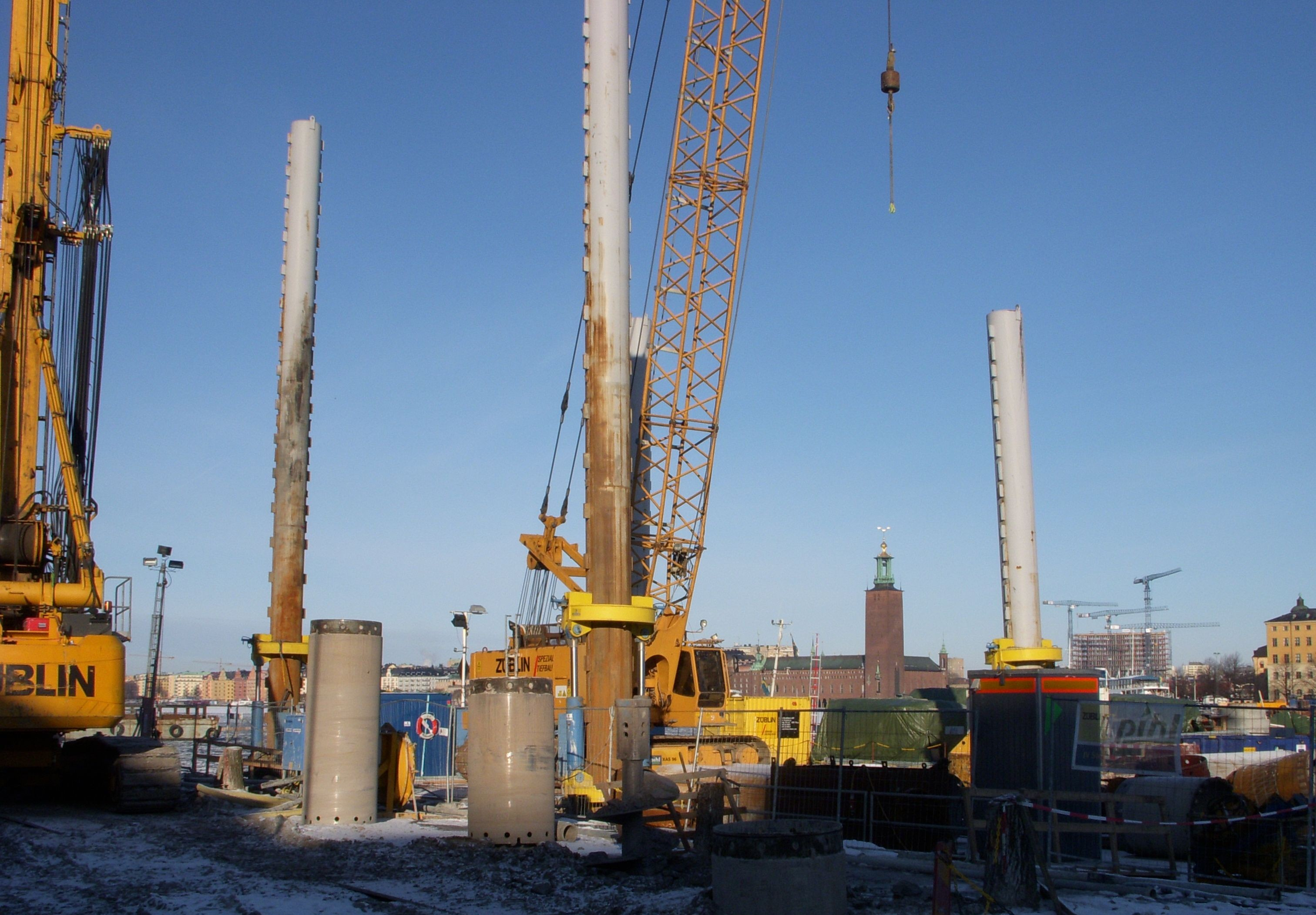
Werkt aan Söderström tunnel, Söder Mälarstrand
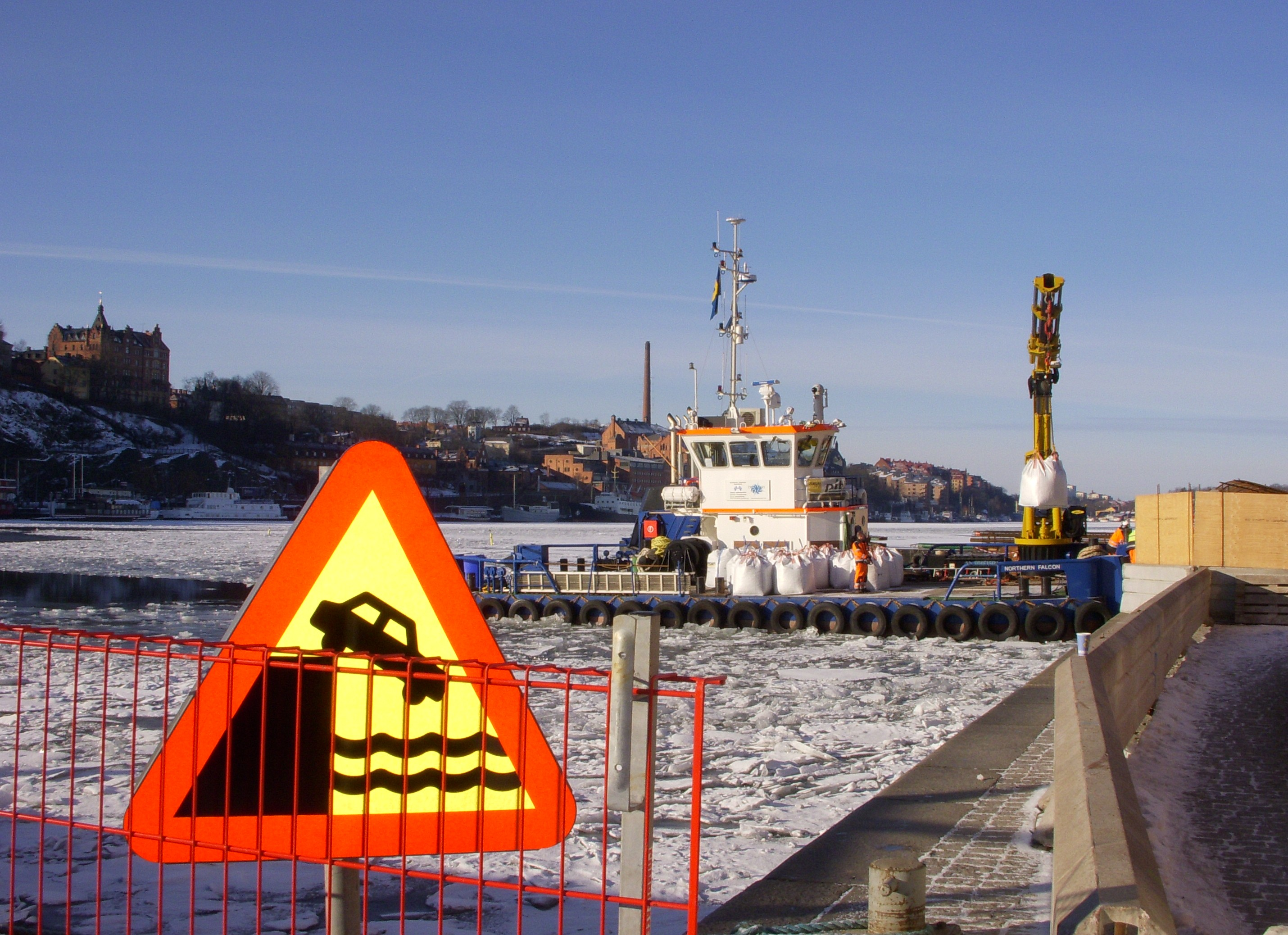
Werkt aan Söderström tunnel, Riddarholmen
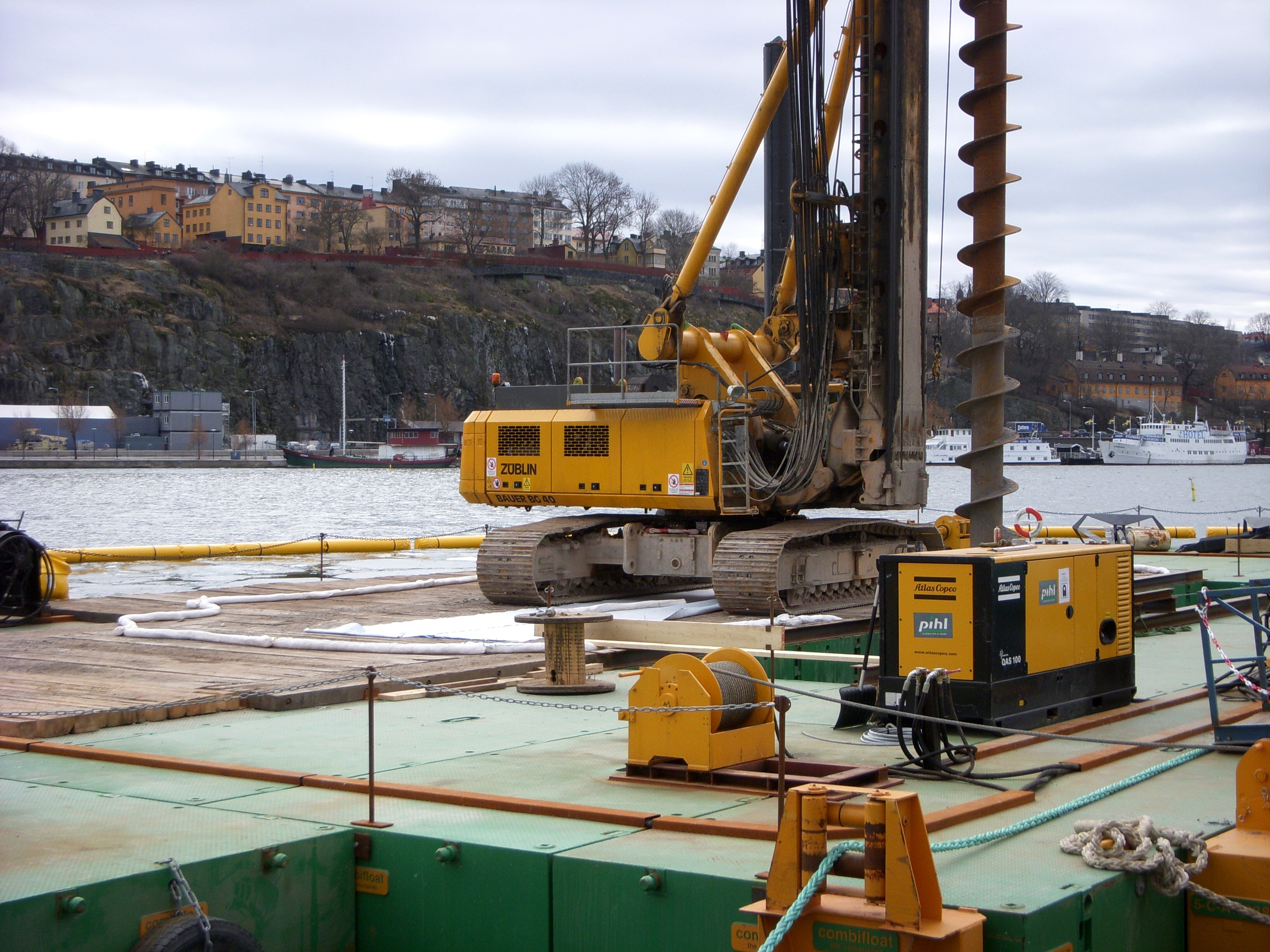
Werkt aan Söderström tunnel, Riddarholmen
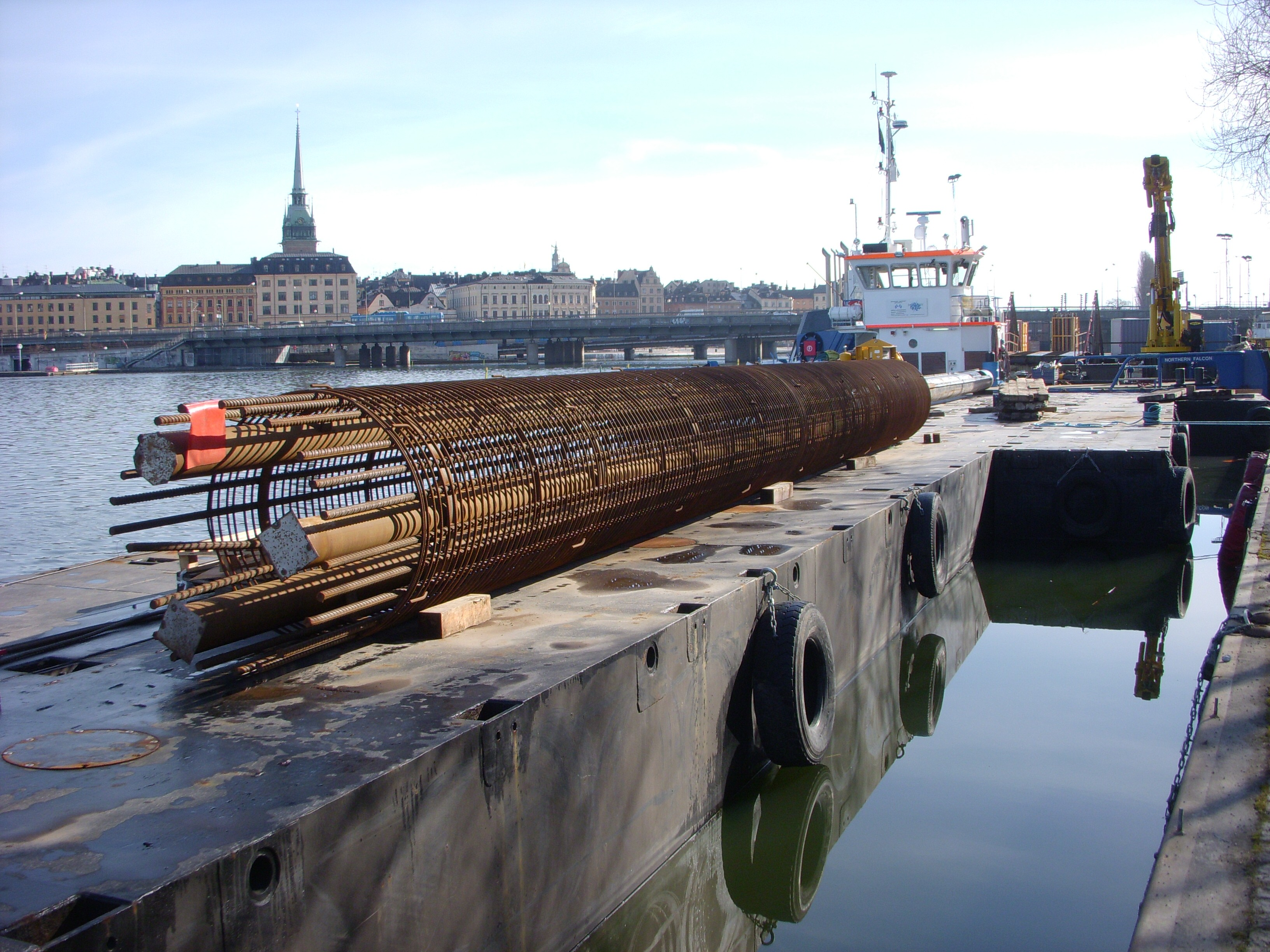
Werkt aan Söderström tunnel, 10 april 2009